# Campeonato Paulista Serie A2 2023
El Campeonato Paulista Serie A2 de 2023 fue la 78.ª edición del torneo de segunda división de los clubes de fútbol del estado de São Paulo. El torneo fue organizado por la Federación Paulista de Fútbol y concedió dos ascensos al Campeonato Paulista del año siguiente. El campeonato comenzó el 14 de enero y finalizó el 8 de abril.
Ponte Preta y Novorizontino fueron los dos equipos que consiguieron el ascenso, regresando tras un año de ausencia a la máxima división estatal.

## Sistema de juego
El campeonato de segunda división consiste en dos fases. En la primera de ellas, los 16 equipos participantes se enfrentarán entre sí a una sola rueda completando 15 fechas en total. Los ocho primeros equipos clasificarán a la segunda fase mientras que los dos últimos descenderán a la Serie A3 del próximo año. En la fase final, se jugarán cuartos de final, semifinales y final a partidos de ida y vuelta. Los dos equipos finalistas ascenderán al Campeonato Paulista de primera división del próximo año.

### Criterios de desempate
En caso de empate en la primera fase del campeonato, los criterios de desempate son:
1. Mayor número de victorias.
2. Mayor diferencia de gol.
3. Mayor número de goles a favor.
4. Menor número de tarjetas rojas recibidas.
5. Menor número de tarjetas amarillas recibidas.
6. Sorteo.

En caso de empate en las fases de cuartos de final, semifinales y final, se seguirán los criterios anteriores hasta el numeral 2. En caso de seguir empatados, el desempate se realizará por medio de tiros desde el punto penal.

## Equipos participantes
| Pos. | Descendidos del Paulistão 2022 |
| ---- | ------------------------------ |
| 15.º | Ponte Preta                    |
| 16.º | Novorizontino                  |

| Pos. | Ascendidos al Paulistão 2023 |
| ---- | ---------------------------- |
| 1º   | Portuguesa                   |
| 2º   | São Bento                    |

| Pos. | Descendidos a la Serie A3 2023 |
| ---- | ------------------------------ |
| 15.º | Audax                          |
| 16.º | Red Bull Brasil                |

| Pos. | Ascendidos de la Serie A3 2022 |
| ---- | ------------------------------ |
| 1.º  | Noroeste                       |
| 2.º  | Comercial                      |

### Información de los equipos
| Equipo              | Ciudad              | Estadio (Capacidad)               | Posición 2022   |
| ------------------- | ------------------- | --------------------------------- | --------------- |
| Comercial           | Ribeirão Preto      | Palma Travassos (17 775)          | 2.º (Serie A3)  |
| Juventus            | São Paulo           | Rodolfo Crespi (3800)             | 10.º            |
| Lemense             | Leme                | Brunão (6701)                     | 9.º             |
| Linense             | Lins                | Gilbertão (15 770)                | 6.º             |
| Monte Azul          | Monte Azul Paulista | Otacília Patrício Arroyo (13 100) | 12.º            |
| Noroeste            | Bauru               | Alfredão (18 866)                 | 1.º (Serie A3)  |
| Novorizontino       | Novo Horizonte      | Jorge Ismael de Biasi (16 000)    | 16.º (Serie A1) |
| Oeste               | Barueri             | Arena Barueri (31 452)            | 3.º             |
| Ponte Preta         | Campinas            | Moisés Lucarelli (17 728)         | 15.º (Serie A1) |
| Portuguesa Santista | Santos              | Ulrico Mursa (7635)               | 13.º            |
| Primavera           | Indaiatuba          | Gigante da Vila Industrial (7820) | 8.º             |
| Río Claro           | Río Claro           | Augusto Schmidt Filho (6284)      | 4.º             |
| São Caetano         | São Caetano do Sul  | Anacleto Campanella (14 400)      | 11.º            |
| Taubaté             | Taubaté             | Joaquim de Morais Filho (9600)    | 14.º            |
| Velo Clube          | Río Claro           | Benito Agnelo Castellano (8136)   | 7.º             |
| XV de Piracicaba    | Piracicaba          | Barão da Serra Negra (18 000)     | 5.º             |

## Primera fase

### Tabla de posiciones
| Pos. | Equipos             | PJ | PG | PE | PP | GF | GC | Dif. | Pts. |
| ---- | ------------------- | -- | -- | -- | -- | -- | -- | ---- | ---- |
| 1.   | Ponte Preta         | 15 | 11 | 3  | 1  | 29 | 14 | +15  | 36   |
| 2.   | Novorizontino       | 15 | 9  | 2  | 4  | 26 | 16 | +10  | 29   |
| 3.   | Noroeste            | 15 | 8  | 2  | 5  | 24 | 20 | +4   | 26   |
| 4.   | XV de Piracicaba    | 15 | 6  | 7  | 2  | 18 | 12 | +6   | 25   |
| 5.   | Portuguesa Santista | 15 | 7  | 3  | 5  | 24 | 21 | +3   | 24   |
| 6.   | Velo Clube          | 15 | 6  | 3  | 6  | 20 | 21 | −1   | 21   |
| 7.   | Oeste               | 15 | 5  | 6  | 4  | 23 | 17 | +6   | 21   |
| 8.   | Comercial           | 15 | 5  | 4  | 6  | 12 | 16 | −4   | 19   |
| 9.   | Primavera           | 15 | 4  | 7  | 4  | 20 | 20 | 0    | 19   |
| 10.  | Río Claro           | 15 | 5  | 3  | 7  | 18 | 20 | −2   | 18   |
| 11.  | Juventus            | 15 | 4  | 6  | 5  | 18 | 14 | +4   | 18   |
| 12.  | Linense             | 15 | 4  | 6  | 5  | 13 | 14 | −1   | 18   |
| 13.  | Taubaté             | 15 | 4  | 4  | 7  | 14 | 16 | −2   | 16   |
| 14.  | Monte Azul          | 15 | 3  | 5  | 7  | 18 | 27 | −9   | 14   |
| 15.  | São Caetano         | 15 | 3  | 3  | 9  | 14 | 24 | −10  | 12   |
| 16.  | Lemense             | 15 | 3  | 2  | 10 | 13 | 32 | −19  | 11   |

|  |                                    |
|  | Clasificados a cuartos de final.   |
|  | Eliminados.                        |
|  | Descendidos a la Serie A3 de 2024. |

### Resultados
| Local \ Visitante   | COM | JUV | LEM | LIN | MON | NOR | NOV | OES | PPE | POR | PRI | RIO | SCA | TAU | VEL | XVP |
| ------------------- | --- | --- | --- | --- | --- | --- | --- | --- | --- | --- | --- | --- | --- | --- | --- | --- |
| Comercial           | —   | —   | 2–0 | 0–0 | —   | 0–2 | —   | —   | 1–1 | 2–1 | —   | —   | —   | 0–1 | 2–1 | —   |
| Juventus            | 1–2 | —   | 4–0 | —   | —   | —   | —   | 1–2 | —   | 1–1 | 1–1 | 1–0 | 0–1 | —   | —   | —   |
| Lemense             | —   | —   | —   | —   | 0–2 | —   | 3–2 | 1–4 | 0–2 | 0–2 | —   | —   | 1–0 | —   | 3–1 | —   |
| Linense             | —   | 0–0 | 3–2 | —   | —   | 1–1 | —   | —   | 0–2 | 0–0 | —   | 2–1 | 2–0 | —   | —   | 1–1 |
| Monte Azul          | 1–1 | 1–1 | —   | 1–0 | —   | —   | —   | 1–5 | —   | —   | 1–3 | —   | —   | 1–1 | 0–1 | —   |
| Noroeste            | —   | 0–3 | 1–0 | —   | 1–3 | —   | —   | —   | —   | —   | 3–0 | 2–1 | 2–1 | —   | —   | 1–3 |
| Novorizontino       | 2–0 | 1–0 | —   | 2–1 | 2–1 | 2–2 | —   | —   | 3–0 | —   | —   | 4–1 | 1–1 | —   | —   | —   |
| Oeste               | 0–0 | —   | —   | 0–2 | —   | 1–2 | 1–0 | —   | —   | 1–1 | —   | 0–0 | —   | 0–0 | —   | 1–1 |
| Ponte Preta         | —   | 2–2 | —   | —   | 3–0 | 2–0 | —   | 2–1 | —   | 3–1 | 1–1 | —   | 2–1 | 2–1 | —   | —   |
| Portuguesa Santista | —   | —   | —   | —   | 4–2 | 0–4 | 4–2 | —   | —   | —   | 2–1 | —   | 3–0 | —   | 3–2 | 0–1 |
| Primavera           | 2–0 | —   | 2–2 | 1–1 | —   | —   | 0–1 | 3–2 | —   | —   | —   | 0–1 | —   | 1–1 | —   | 2–2 |
| Río Claro           | 2–0 | —   | 3–0 | —   | 2–2 | —   | —   | —   | 1–3 | 0–1 | —   | —   | 3–1 | —   | 2–2 | 0–2 |
| São Caetano         | 1–2 | —   | —   | —   | 2–2 | —   | —   | 1–3 | —   | —   | 0–1 | —   | —   | 1–0 | 2–0 | 2–2 |
| Taubaté             | —   | 2–3 | 3–0 | 2–0 | —   | 0–1 | 0–3 | —   | —   | 2–1 | —   | 0–1 | —   | —   | —   | —   |
| Velo Clube          | —   | 1–0 | —   | 1–0 | —   | 3–2 | 2–0 | 2–2 | 1–2 | —   | 2–2 | —   | —   | 1–0 | —   | —   |
| XV de Piracicaba    | 1–0 | 0–0 | 1–1 | —   | 1–0 | —   | 0–1 | —   | 1–2 | —   | —   | —   | —   | 1–1 | 1–0 | —   |

## Fase final

### Cuadro de desarrollo
|  | Cuartos de final  | Cuartos de final    | Cuartos de final  | Cuartos de final  | Cuartos de final  |   |       | Semifinales               | Semifinales               | Semifinales               | Semifinales               | Semifinales               |  |   | Final           | Final          | Final          | Final          | Final          |  |
|  | 17 al 22 de marzo | 17 al 22 de marzo   | 17 al 22 de marzo | 17 al 22 de marzo | 17 al 22 de marzo |   |       | 25 de marzo al 1 de abril | 25 de marzo al 1 de abril | 25 de marzo al 1 de abril | 25 de marzo al 1 de abril | 25 de marzo al 1 de abril |  |   | 5 y 8 de abril  | 5 y 8 de abril | 5 y 8 de abril | 5 y 8 de abril | 5 y 8 de abril |  |
|  |                   |                     |                   |                   |                   |   |       |                           |                           |                           |                           |                           |  |   |                 |                |                |                |                |  |
|  |                   |                     |                   |                   |                   |   |       |                           |                           |                           |                           |                           |  |   |                 |                |                |                |                |  |
|  | 1                 | Ponte Preta         | 1                 | 3                 | 4                 |   |       |                           |                           |                           |                           |                           |  |   |                 |                |                |                |                |  |
|  | 1                 | Ponte Preta         | 1                 | 3                 | 4                 |   |       |                           |                           |                           |                           |                           |  |   |                 |                |                |                |                |  |
|  | 8                 | Comercial           | 1                 | 0                 | 1                 |   |       |                           |                           |                           |                           |                           |  |   |                 |                |                |                |                |  |
|  | 8                 | Comercial           | 1                 | 0                 | 1                 |   | 1     | Ponte Preta               | 3                         | 2                         | 5                         |                           |  |   |                 |                |                |                |                |  |
|  |                   |                     |                   |                   |                   |   | 1     | Ponte Preta               | 3                         | 2                         | 5                         |                           |  |   |                 |                |                |                |                |  |
|  |                   |                     | 4                 | XV de Piracicaba  | 0                 | 0 | 0     |                           |                           |                           |                           |                           |  |   |                 |                |                |                |                |  |
|  | 4                 | XV de Piracicaba    | 4                 | XV de Piracicaba  | 0                 | 0 | 0     | 2                         | 0                         | 2                         |                           |                           |  |   |                 |                |                |                |                |  |
|  | 4                 | XV de Piracicaba    |                   |                   |                   |   |       |                           |                           | 2                         |                           |                           |  |   |                 |                |                |                |                |  |
|  | 5                 | Portuguesa Santista | 1                 | 0                 | 1                 |   |       |                           |                           |                           |                           |                           |  |   |                 |                |                |                |                |  |
|  | 5                 | Portuguesa Santista | 1                 | 0                 | 1                 |   |       |                           |                           |                           |                           |                           |  | 1 | Ponte Preta (p) | 1              | 0              | 1 (3)          |                |  |
|  |                   |                     |                   |                   |                   |   |       |                           |                           |                           |                           |                           |  | 1 | Ponte Preta (p) | 1              | 0              | 1 (3)          |                |  |
|  |                   |                     | 2                 | Novorizontino     | 1                 | 0 | 1 (2) |                           |                           |                           |                           |                           |  |   |                 |                |                |                |                |  |
|  | 2                 | Novorizontino       | 2                 | Novorizontino     | 1                 | 0 | 1 (2) | 1                         | 1                         | 2                         |                           |                           |  |   |                 |                |                |                |                |  |
|  | 2                 | Novorizontino       |                   |                   |                   |   |       |                           |                           | 2                         |                           |                           |  |   |                 |                |                |                |                |  |
|  | 7                 | Oeste               | 0                 | 0                 | 0                 |   |       |                           |                           |                           |                           |                           |  |   |                 |                |                |                |                |  |
|  | 7                 | Oeste               | 0                 | 0                 | 0                 |   | 2     | Novorizontino             | 1                         | 3                         | 4                         |                           |  |   |                 |                |                |                |                |  |
|  |                   |                     |                   |                   |                   |   | 2     | Novorizontino             | 1                         | 3                         | 4                         |                           |  |   |                 |                |                |                |                |  |
|  |                   |                     | 3                 | Noroeste          | 1                 | 0 | 1     |                           |                           |                           |                           |                           |  |   |                 |                |                |                |                |  |
|  | 3                 | Noroeste            | 3                 | Noroeste          | 1                 | 0 | 1     | 1                         | 0                         | 1                         |                           |                           |  |   |                 |                |                |                |                |  |
|  | 3                 | Noroeste            |                   |                   |                   |   |       |                           |                           | 1                         |                           |                           |  |   |                 |                |                |                |                |  |
|  | 6                 | Velo Clube          | 0                 | 0                 | 0                 |   |       |                           |                           |                           |                           |                           |  |   |                 |                |                |                |                |  |
|  | 6                 | Velo Clube          | 0                 | 0                 | 0                 |   |       |                           |                           |                           |                           |                           |  |   |                 |                |                |                |                |  |
|  |                   |                     |                   |                   |                   |   |       |                           |                           |                           |                           |                           |  |   |                 |                |                |                |                |  |

Nota: El equipo que ocupa la primera línea es el que define la serie como local.

| Bandera del estado de São Paulo |
| Campeón                         |
| Ponte Preta 4.to título         |

## Clasificación general
| Pos. | Equipos             | PJ | PG | PE | PP | GF | GC | Dif. | Pts. | Nota                                    |
| ---- | ------------------- | -- | -- | -- | -- | -- | -- | ---- | ---- | --------------------------------------- |
| 1.   | Ponte Preta         | 21 | 14 | 6  | 1  | 39 | 16 | +23  | 48   | Ascendidos al Campeonato Paulista 2024. |
| 2.   | Novorizontino       | 21 | 12 | 5  | 4  | 33 | 18 | +15  | 41   | Ascendidos al Campeonato Paulista 2024. |
| 3.   | Noroeste            | 19 | 9  | 4  | 6  | 26 | 24 | +2   | 31   |                                         |
| 4.   | XV de Piracicaba    | 19 | 7  | 8  | 4  | 20 | 18 | +2   | 29   |                                         |
| 5.   | Portuguesa Santista | 17 | 7  | 4  | 6  | 25 | 23 | +2   | 25   |                                         |
| 6.   | Velo Clube          | 17 | 6  | 4  | 7  | 20 | 22 | −2   | 22   |                                         |
| 7.   | Oeste               | 17 | 5  | 6  | 6  | 23 | 19 | +4   | 21   |                                         |
| 8.   | Comercial           | 17 | 5  | 5  | 7  | 13 | 20 | −7   | 20   |                                         |
| 9.   | Primavera           | 15 | 4  | 7  | 4  | 20 | 20 | 0    | 19   |                                         |
| 10.  | Río Claro           | 15 | 5  | 3  | 7  | 18 | 20 | −2   | 18   |                                         |
| 11.  | Juventus            | 15 | 4  | 6  | 5  | 18 | 14 | +4   | 18   |                                         |
| 12.  | Linense             | 15 | 4  | 6  | 5  | 13 | 14 | −1   | 18   |                                         |
| 13.  | Taubaté             | 15 | 4  | 4  | 7  | 14 | 16 | −2   | 16   |                                         |
| 14.  | Monte Azul          | 15 | 3  | 5  | 7  | 18 | 27 | −9   | 14   |                                         |
| 15.  | São Caetano         | 15 | 3  | 3  | 9  | 14 | 24 | −10  | 12   | Descendidos a la Serie A3 2024.         |
| 16.  | Lemense             | 15 | 3  | 2  | 10 | 13 | 32 | −19  | 11   | Descendidos a la Serie A3 2024.         |